# Austrian Institute of Technology
Das AIT Austrian Institute of Technology (AIT) ist die größte außeruniversitäre Forschungseinrichtung in Österreich, die Standorte in Dornbirn, Graz, Hall in Tirol, Klagenfurt, Ranshofen, Seibersdorf, Steyr, Tulln und Wien betreibt. Gesellschafter sind die Republik Österreich (Bundesministerium für Innovation, Mobilität und Infrastruktur) mit 50,46 % und die Industriellenvereinigung Österreich über den Verein zur Förderung von Forschung und Innovation mit 49,54 %.

## Rechtsgrundlage und Aufgaben
Das AIT betreibt angewandte Infrastrukturforschung und ist Partner sowohl der Industrie als auch Europäischer und nationaler Behörden im Hinblick auf die Umsetzung ihrer hoheitlichen Aufgaben.
Finanziert wird das AIT aus Auftragsforschung (30 %), durch kofinanzierte Forschung (30 %) und über die Basisfinanzierung aus dem österreichischen FTI-Pakt (40 %). Der FTI-Pakt (Forschung, Technologie und Innovation) ist im Forschungsrahmengesetz (FRG 2019) geregelt. Die österreichische Regierung hat gem. §2(1) FRG alle zwei Jahre nach Beschlussfassung des Bundesfinanzierungsgesetzes im Nationalrat einen FTI-Pakt vorzulegen, der für drei Jahre gilt. Diesem Pakt ist auch die Rolle und der Beitrag des AIT zur Umsetzung der von der Regierung festgelegten Forschungsziele innerhalb der strategischen Schwerpunkte zu entnehmen §6 (1).
Aus den nationalen Forschungszielen leitet das AIT seine aktuellen Strategien und Aufgaben in Abstimmung mit anderen EU-Forschungseinrichtungen ab. Alle sechs Competence Units verfolgen zusätzlich einzelne Departmentstrategien. Die Gesamtstrategie ist aus den im Gesellschaftsvertrag formulierten Unternehmenszwecken (RH-Bericht TZ 3) ableitbar.
Das AIT ist im Forschungsrahmengesetz §3 (1) als zentrale Forschungseinrichtung an erster Stelle genannt. Zudem sind dem AIT und deren Tochterfirmen Sonderaufgaben zugewiesen, die sich zum Teil aus seiner Geschichte ergeben.

### Ausrichtung und Ziele
Als Ziel 1 ist im FTI-Pakt 2024–2026 festgehalten: Zum internationalen Spitzenfeld aufschließen und den FTI-Standort Österreich stärken.
Im FTI-Pakt 2021–2023 ist im Handlungsfeld 1.2. festgehalten, dass es einer FTI-orientierten Industriepolitik bedarf, die österreichische Unternehmen entlang von strategischen Wertschöpfungsketten unterstützt, genauso wie bei der Digitalisierung und der Dekarbonisierung und dabei hilft, die Wirtschaft gleichzeitig in den zukunftsträchtigsten Feldern zu positionieren. Zentrales Handlungsziel ist, dass Österreich im Bereich Forschungs- und Technologieinfrastruktur ins internationalen Spitzenfeld aufschließt (Handlungsfeld 1.1), der FTI-Standort Österreich gestärkt wird und wichtige EU-Projekte so vorangetrieben werden, dass sie mit Behörden- und Industriepartnern praktisch umgesetzt werden können. Als weiteres, übergeordnetes Handlungsfeld der FTI-Strategie ist die Erreichung der Klimaziele genannt (1.2.3.)
Im Gesellschaftsvertrag (2009) wurde die Forschungstätigkeit der Gesellschaft schwerpunktmäßig auf den Bereich der strategischen Vorlaufforschung in eigenständige Geschäftsbereichen ausgerichtet. Weiters wurde eine inhaltliche Ausrichtung des AIT auf zentrale Infrastrukturprobleme der Zukunft und eine Anbindung an die thematisch fokussierte Industrie sowie auf Auftraggeber aus öffentlichen Institutionen angestrebt. (TZ 5 RH-Bericht Follow-up-Überprüfung) Diese Ausrichtung spiegelt sich in den sechs Competence Units und deren zentralen Themenfeldern wider.

## Geschichte
Im Jahr 1956 wurde die Österreichische Studiengesellschaft für Atomenergie Ges. m. b. H. (SGAE) in Wien gegründet. Ziel der SGAE war es, Österreich auf den Einstieg in das Atomzeitalter vorzubereiten. Dazu wurden in Seibersdorf Forschungen im Bereich der Kernenergie und der Reaktortechnologie in internationaler Zusammenarbeit betrieben.
1958 kaufte diese Gesellschaft ein 110 ha großes Gelände in Seibersdorf (südöstlich von Wien), nachdem Kaufverhandlungen in Götzendorf und im Raum zwischen Maria Ellend und Regelsbrunn gescheitert waren.
Auf diesem Gelände wurde zwischen 1958 und 1960 das Reaktorzentrum Seibersdorf errichtet.
Zentrales Forschungsgerät war der Adaptierte Schwimmbecken-Typ-Reaktor Austria (ASTRA), der erste Forschungsreaktor in Österreich. Neben Instituten für Elektronik, Physik, Chemie, Metallurgie und Strahlenschutz wurde auch ein Zwischenlager für niederradioaktive Abfälle errichtet.
Vor allem in der Entwicklung von Hochtemperaturreaktoren konnten in Seibersdorf Erfolge erzielt werden. Für das Zentrum waren zwei Ausbaustufen vorgesehen: In einem ersten Schritt sollte der ASTRA-Reaktor zu einem Materialtestreaktor mit 15 MW Leistung ausgebaut werden. In einem weiteren Schritt sollte ein Prototyp eines Kernkraftwerks errichtet werden. Aus finanziellen Gründen kam es jedoch nie zu einem Ausbau.
Da sich die Kernenergie nicht, wie in den 1950er Jahren angenommen, zur Leittechnologie entwickelte, sondern das Erdöl wichtigster Energieträger wurde, musste auch im Reaktorzentrum Seibersdorf die Forschung diversifiziert werden. Nach dem Atomausstieg Österreichs (Atomsperrgesetz 1978) war die ursprüngliche Aufgabe hinfällig, es wurde nur der Forschungsreaktor weiterbetrieben. Dieser Abkehr von der Konzentration auf die Kernenergie wurde auch in der Änderung des Namens in Forschungszentrum Seibersdorf Rechnung getragen. Der Kernreaktor wurde im Jahr 2004 stillgelegt.
Die SGAE sah sich von Beginn an der anwendungsorientierten Auftragsforschung verpflichtet. Dieses Forschungskonzept stellte ein wichtiges Unterscheidungsmerkmal zur Grundlagenforschung und Hochschulforschung dar. Diesem Konzept zur Folge sollten die Erträge der Auftragsforschung den Unterhalt des Forschungszentrums finanzieren, was jedoch nicht gelang. So kommt nach wie vor die Republik Österreich für etwa ein Drittel der entstehenden Kosten auf.
2006 wurde die Geschäftsführung zum Teil neu besetzt und die Aufteilung in eine Holding rückgängig gemacht, in dem die ehemaligen Tochtergesellschaften wieder in einer GmbH vereinigt wurden. Die offizielle Firmenbezeichnung wurde daraufhin auf Austrian Research Centers GmbH – ARC geändert.
Mit 15. Juni 2009 wurden die früheren Austrian Research Centers in AIT Austrian Institute of Technology umbenannt. Heute ist das Austrian Institute of Technology die größte außeruniversitäre Forschungseinrichtung Österreichs und an mehreren Standorten tätig.

## Organisation

### Eigentumsverhältnisse
Die Eigentümer sind zu 50,46 % die Republik Österreich (Bundesministerium für Klimaschutz, Umwelt, Energie, Mobilität, Innovation und Technologie) und die Industriellenvereinigung (Verein zur Förderung von Forschung und Innovation) mit 49,54 %.
Aufsichtsratsvorsitzender ist das Vorstandsmitglied der Voestalpine AG Peter Schwab.

### Abteilungen, Standorte und Beteiligungen
Das AIT Austrian Institute of Technology gliedert sich heute in sieben Competence Units bzw. Center:
- Energy
- Health & Bioresources
- Digital Safety & Security
- Vision, Automation & Control
- Transport Technologies
- Technology Experience
- Innovation Systems & Policy

Die Hauptgesellschaft hat drei Tochtergesellschaften, davon zwei mit eigenem Markenauftritt:
- Seibersdorf Labor GmbH – Labordienstleistung und Ausbildung in speziellen Bereichen der Physik und Chemie[12]
- Nuclear Engineering Seibersdorf GmbH (NES) – behandelt und zwischenlagert radioaktiven Abfall aus Österreich[13]

Die LKR Leichtmetallkompetenzzentrum Ranshofen GmbH (Light Metals Technologies) ist ein Geschäftsfeld des Center for Low-Emission Transport. Daneben ist die AIT etwa am COMET K1-Zentrum CEST – Kompetenzzentrum für elektrochemische Oberflächentechnologie in Wiener Neustadt beteiligt (33 %).

### Kooperationen
Das AIT ist Mitglied der Plattform Industrie 4.0.

## Belege
1. ↑  Über das AIT. AIT, abgerufen am 18. Februar 2022.
2. ↑  Jahresbericht 2022. AIT, abgerufen am 13. Dezember 2023.
3. ↑  Standorte und Tochterunternehmen - AIT Austrian Institute Of Technology. ait.ac.at, abgerufen am 1. April 2024.
4. ↑  2021 Jahresabschluss 2021 (PDF; 0,8 MB), auf ait.ac.at
5. ↑  Bundesrecht konsolidiert: Gesamte Rechtsvorschrift für Forschungsfinanzierungsgesetz, Fassung vom 09.05.2022, auf ris.bka.gv.at
6. ↑  Bericht des Rechnungshofes | AIT Austrian Institute of Technology GmbH; Follow–up–Überprüfung, auf rechnungshof.gv.at
7. ↑  Entwurf | Bundesgesetz, mit dem ein Bundesgesetz über die Rahmenbedingungen zur Finanzierung von Forschung, Technologie und Innovation (Forschungsrahmengesetz – FRG) erlassen wird, sowie das Austria Wirtschaftsservice-Gesetz, das Forschungs- und Technologieförderungsgesetz, das Forschungsförderungsgesellschaftsgesetz, das Forschungsorganisationsgesetz, das IST-Austria-Gesetz, das OeAD-Gesetz und das ÖAW-Gesetz geändert werden (Forschungsrahmennovelle 2019), auf ris.bka.gv.at
8. ↑  FTI-Pakt. Abgerufen am 1. April 2024.
9. ↑  Important Projects of Common European Interest (IPCEI), auf ec.europa.eu
10. ↑  Vgl. Lit. Archivierte Kopie (Memento des Originals vom 2. April 2015 im Internet Archive)  Info: Der Archivlink wurde automatisch eingesetzt und noch nicht geprüft. Bitte prüfe Original- und Archivlink gemäß Anleitung und entferne dann diesen Hinweis..
11. ↑  Seibersdorf ist nun "Austrian Institute of Technology" (Memento vom 9. August 2014 im Internet Archive), science.orf.at
12. ↑  Seibersdorf Labor GmbH
13. ↑  Nuclear Engineering Seibersdorf GmbH (Memento des Originals vom 16. Oktober 2011 im Internet Archive)  Info: Der Archivlink wurde automatisch eingesetzt und noch nicht geprüft. Bitte prüfe Original- und Archivlink gemäß Anleitung und entferne dann diesen Hinweis.
14. ↑  LKR Leichtmetallkompetenzzentrum Ranshofen GmbH
15. ↑  Fill-Academy, 5. November 2012, Gurten (Memento vom 9. Oktober 2018 im Internet Archive) (pdf, fill.co.at; 4,3 MB) – Beispiel zur Arbeit des Instituts
16. ↑  Kompetenzzentrum für elektrochemische Oberflächentechnologie, auf cest.at